# Michelle McLean

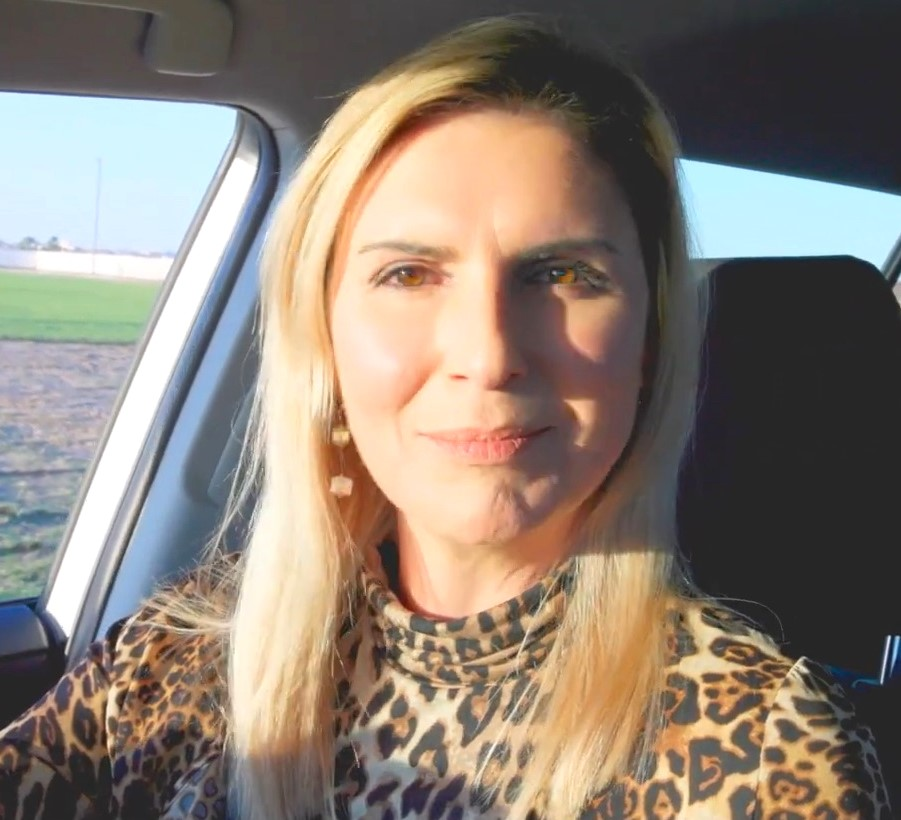
Michelle McLean

Michelle McLean (n. 30 iulie 1972) este un fotomodel și o personalitate care din Windhoek, Namibia. Michelle McLean a fost aleasă în anul 1991, Miss Namibia și anul următor Miss Universe. În același an întemeia fundația "Michelle McLean Children Trust" (MMCT), care există și în prezent. Ea s-a născut în Namibia, a urmat însă școala și a devenit fotomodel în Africa de Sud, ulterior în Germania, Elveția și SUA. La reîntoarcere în Namibia, lucrează ca moderatoare TV, în prezent este angajată în acțiunea de sprijinire a copiilor din Namibia. Michelle McLean este căsătorită cu Neil Bierbaum.
Pe 9 martie 2013, s-a căsătorit cu prezentatorul sportiv britanic și sud-african și fostul pro de fotbal Gary Bailey din Kwazulu-Natal. Ei locuiesc (martie 2018) în Miami, Statele Unite.